# Heterostegane serrata
Heterostegane serrata là một loài bướm đêm trong họ Geometridae.